# Isabel Ferreira
Isabel Ferreira (Luanda capital de Angola, a 24 de maio de 1958) é uma escritora angolana.
Ainda menina pegou em armas, mas entre a guerrilha e a música – diz a escritora –, a arte falou mais alto e ela passou a fazer parte de um grupo musical que tinha como objetivo elevar o moral dos guerrilheiros nas frentes de combate.
Formada em Direito, em Luanda-Angola e na Escola Superior de Teatro e Cinema na Amadora-Portugal.
Paralelamente à música, Isabel Ferreira concluiu o curso de Direito. Advogou em Huíla e em Luanda, na Angola, mas nunca abandonou a arte.

## Obras
- Laços de Amor (poesia, 1995)[1]
- Caminhos Ledos (poesia, 1996)[1]
- Nirvana (poesia, 2004)[1]
- À Margem das Palavras Nuas (poesia, 2007)[1]
- Fernando daqui (romance, 2007)[1]
- O Guardador de Memórias[2]
- O Coelho Conselheiro Matreiro e Outros Contos Que Eu Te Conto (infanto-juvenil, 2012)[3]
- O Leito do Silêncio (poesia, 2014)[4]